# 安倍季尚
安倍 季尚（あべ すえひさ）、〈1622年7月15日（元和8年6月7日）-  1709年1月31日（宝永5年12月21日）〉は、篳篥を専門とした江戸時代前期の雅楽家である。

## 経歴
安倍季為の長男として京都に生まれた。彼の母は水戸家の医師である吉田祐益(よしだすけます)という人の女で、箏をたしなんでいたという。
季尚は雅楽の流派の一つ、京都方に属する安倍家の出身である。安倍家は代々篳篥を専門として、宮廷やそれと関係する寺院で雅楽の演奏にあたっていた。元禄3年（1690年）69歳の時、彼は大著である『楽家録』五十巻を完成させた。元禄12年（1699年）正四位上に叙され、同13年には伊勢守に任ぜられた。宝永5年（1708年）に87歳で亡くなり、京都の延寿寺に葬られた。

## 著書
- 『楽家録』50巻
- 『三鼓要録』6巻
- 『篳篥口決』